# Effetto nucleare Overhauser
L'effetto nucleare Overhauser, noto anche brevemente come NOE, deve il suo nome al fisico statunitense Albert Overhauser che lo intuì agli inizi degli anni 1950 e consiste in un effetto di polarizzazione dello spin nucleare osservato nella spettroscopia di risonanza magnetica nucleare.
Considerando una molecola A-X e applicando un impulso di radiofrequenza in grado di saturare le transizioni dovute ai nuclei X, le interazioni nucleari dipolo-dipolo sono capaci di indurre una variazione dello spin modificando in questo modo la popolazione dei diversi livelli energetici di A implicati in una transizione NMR. Ciò si traduce in un aumento o una diminuzione dell'intensità dell'assorbimento, a seconda della dimensione della molecola. È possibile definire un parametro, {\displaystyle \eta }, che esprime l'entità della variazione dell'assorbimento:
{\displaystyle \eta ={\frac {I_{A}-I_{A}^{0}}{I_{A}^{0}}}}
dove {\displaystyle I_{A}^{0}} e {\displaystyle I_{A}} sono rispettivamente le variazioni dell'intensità di assorbimento prima e dopo l'applicazione dell'impulso che satura X.
Nel caso di aumento massimale si dimostra che
{\displaystyle \eta ={\frac {\gamma _{X}}{2\gamma _{A}}}}
dove {\displaystyle \gamma _{X}} e {\displaystyle \gamma _{A}} sono i rapporti giromagnetici dei nuclei X e A.
L'effetto NOE, che dipende dall'inverso della sesta potenza della distanza di separazione dei nuclei, viene sfruttato per determinare la geometria delle molecole in soluzione ed è particolarmente utile per lo studio di macromolecole biologiche che poco agevolmente si prestano a essere cristallizzate per l'analisi ai raggi X.